# Willi Pfeiffer
Willi Pfeiffer (* 24. März 1895; † 12. März 1966) war ein deutscher Fußballspieler. Er spielte für die Frankfurter Kickers und nach der Fusion mit Viktoria Frankfurt 1911 für den Frankfurter FV, der 1920 sich in Eintracht Frankfurt umbenannte. Er gehörte 1929/30 zum Kader Frankfurts, als der Verein die Süddeutsche Meisterschaft erringen konnte. Zwischenzeitlich spielte er von September bis November 1922 für Kickers Offenbach.
Pfeiffer war unberechenbar und aufbrausend und neigte zu Fouls an Gegenspielern. Aufgrund einer Tätlichkeit im Derby gegen den FSV Frankfurt in der Saison 1927/28 wurde er für ein Jahr gesperrt.
1932 verließ Pfeiffer die Eintracht und wechselte zu Union Niederrad, wo er seine Karriere als Spielertrainer im selben Jahr beendete.
Pfeiffer war Ehrenspielführer der Eintracht und wurde in den Ältestenrat aufgenommen. 1930 und 1932 wurde er mit der Eintracht süddeutscher Meister.
1945 war er Interimstrainer der Eintracht.
Er wurde auch in die süddeutsche Auswahl berufen.